# Сан Вито (Рагуза)
Сан Вито је насеље у Италији у округу Рагуза, региону Сицилија.
Према процени из 2011. у насељу је живело 44 становника. Насеље се налази на надморској висини од 414 м.